# Luigi Pompeo Pinelli
Luigi Pompeo Pinelli (født 8. maj 1840 i Sant'Antonino ved Treviso, død 1913) var en italiensk forfatter.
Fra 1858 studerede han ved et lyceum i Venedig, men næste år afbrød han studierne og gik frivillig med som menig soldat i krigen med Østrig. Derefter studerede han atter forskellige steder, sidst i Pisa, og blev endelig lærer ved lyceet i Udine. Han har udgivet adskillige skrifter: Dolori e speranze (vers, 1860), L'Italia pretesca e ciarlatanesca (1867), Affetti e pensieri (1869), Discorso intorno a Vittorio Alfieri (1870), Vita intima (1876), Poesie minime (1880), Ritagli di tempo (1690), Discorsi (1891) og Il Credo.